# Albuñán
Albuñán è un comune spagnolo di 449 abitanti situato nella comunità autonoma dell'Andalusia.
Il padre del calciatore tedesco Mario Gómez (n. 1985) è nativo di Albuñán.